# Qelëz
Qelëz è una frazione del comune di Pukë in Albania (prefettura di Scutari).
Fino alla riforma amministrativa del 2015 era comune autonomo, dopo la riforma è stato accorpato, insieme agli ex-comuni di Pukë, Gjegjan, Qerret, Rrapë a costituire la municipalità di Pukë.

## Località
Il comune era formato dall'insieme delle seguenti località:
- Qelez
- Bushat
- Dushneze
- Midhe
- Buzhale
- Dedaj
- Levrushk
- Ukth
- Qerret i Voge